# Delomys
A Delomys az emlősök (Mammalia) osztályának rágcsálók (Rodentia) rendjébe, ezen belül a hörcsögfélék (Cricetidae) családjába tartozó nem.

## Rendszerezés
A nembe az alábbi 4 faj tartozik:
- Delomys altimontanus[1]
- Delomys collinus Thomas, 1917
- Delomys dorsalis (Hensel, 1873) - típusfaj
- Delomys sublineatus Thomas, 1903